# NRJ Music Awards 2008
Am 26. Januar 2008 fand die neunte Veranstaltung der NRJ Music Awards statt.
In 12 Kategorien wurden die begehrten Musikpreise an nationale (französische) und internationale Künstler verliehen. Seit ihrer Gründung im Jahr 2000 sind die NRJ Music Awards eine der wichtigsten Preisverleihungen in Europa und werden jährlich von den französischen NRJ-Radiostationen in Zusammenarbeit mit dem Fernsehsender TF1 organisiert.

## Die Vergabe der Awards
NRJ-Radio legt die Nominierten in 12 Kategorien fest und macht diese auf ihrer Internetpräsenz der Öffentlichkeit publik. Diese spielt bei der Wahl der Gewinner eine elementare Rolle:
Mit einem Stimmgewicht von 75 Prozent gehen die Ergebnisse der Öffentlichkeitswahlen in das Endergebnis mit ein, das durch die Wahlkraft der verbleibenden 25 Prozent durch eine Jury komplettiert wird.

## Die Nominierten/Preisträger 2008
Nach Bekanntgabe der Gewinner werden diese in den Kategorien fettgeschrieben angezeigt.
- Französischsprachiger Newcomer:

Christophe Willem, Justice, Melissa M., Vitaa, Yael Naim
- Internationaler Newcomer:

Amy Winehouse, Fall Out Boy, Mika, Plain White T's, Sean Kingston
- Französischsprachiger Künstler des Jahres:

Calogero, Christophe Maé, David Guetta, Emmanuel Moire, Mc Solaar
- Internationaler Künstler des Jahres:

Akon, James Blunt, Juanes, Justin Timberlake, Timbaland
- Französischsprachige Künstlerin des Jahres:

Amel Bent, Céline Dion, Jenifer, Shy'm, Zazie
- Internationale Künstlerin des Jahres:

Alicia Keys, Avril Lavigne, Fergie, Nelly Furtado, Rihanna
- Französische Gruppe:

Diams/Vitaa, Fatal Bazooka, I Am, Magic System, Superbus
- Internationale Gruppe:

50 Cent / Justin, Linkin Park, Maroon 5, P. Diddy / K. Cole, Tokio Hotel
- Internationales Lied des Jahres:

„1973“ (James Blunt), „Relax Take It Easy“ (Mika), „Don't Stop The Music“ (Rihanna),
„Beautiful Girls“ (Sean Kingston), „The Way I Are“ (Timbaland)
- Französischsprachiges Album des Jahres:

„Soundz Of Freedom“ (Bob Sinclar), „Mon Paradis“ (Christophe Maé),
„Inventaire“ (Christophe Willem), „Pop Life“ (David Guetta), „Divinidylle“ (Vanessa Paradis)
- Internationales Album des Jahres:

„Back To Black“ (Amy Winehouse), „Blackout“ (Britney Spears),
„All The Lost Souls“ (James Blunt), „Life In Cartoon Motion“ (Mika), „Good Girl Gone Bad“ (Rihanna)
- Musikvideo des Jahres:

„Ayo Technology“ (50 Cent, Justin), „Pomme Ca“ (Calogero), „Parle A Ma Main“ (Fatal Bazooka),
„D.A.N.C.E.“ (Justice), „Relax Take It Easy“ (Mika)

## Highlights der Show
Die Verleihung der Awards konnte durch ein großes Staraufgebot glänzen, das über Rihanna, Kylie Minogue, Leona Lewis und James Blunt bis hin zu Celine Dion reichte. Neben einigen Live-Auftritten von Kylie Minogue, Celine Dion und anderen Stars, lieferte die Show auch einige Überraschungen. So setzte sich beispielsweise die deutsche Teenie-Band Tokiohotel gegen Größen des Musikbusiness wie Linkin Park, Maroon 5, P.Diddy & Keyshia Cole und 50 Cent & Justin Timberlake durch und erhielten den Awards der Kategorie Beste Band.
Im Vorfeld der Show wurde zudem in vielen Medien spekuliert, ob Britney Spears, die mit ihrem Album Blackout in der Kategorie Internationales Album des Jahres nominiert war, bei der Veranstaltung erscheinen würde. Wegen ihrer schlechten psychischen Verfassung, aufgrund des Sorgerechtsstreits um ihre beiden Söhne mit Kevin Federline und diversen Drogengerüchten in der letzten Zeit, blieb sie der Show fern, gewann allerdings den Award in ihrer Kategorie.